# 조제 엘베르 피멘테우 다 시우바
조제 엘베르 피멘테우 다 시우바(포르투갈어: José Élber Pimentel da Silva, 1992년 5월 27일~)는 브라질의 축구 선수이다.